# Talsperre Teja
Die Talsperre Teja (portugiesisch Barragem de Teja bzw. Barragem do Terrenho) liegt in der Region Mitte Portugals im Distrikt Guarda. Sie staut den Teja, einen linken (südlichen) Nebenfluss des Douro zu einem Stausee auf. Die Gemeinde Terrenho befindet sich ca. zwei Kilometer südwestlich der Talsperre.
Mit dem Projekt zur Errichtung der Talsperre wurde im Jahre 1990 begonnen. Der Bau wurde 1995 fertiggestellt. Die Talsperre dient der Trinkwasserversorgung. Sie ist im Besitz der Kreisverwaltung von Trancoso, der CM Trancoso.

## Absperrbauwerk
Das Absperrbauwerk ist ein Staudamm mit einer Höhe von 16 m über dem Flussbett. Die Dammkrone liegt auf einer Höhe von 692 m über dem Meeresspiegel. Die Länge der Dammkrone beträgt 177 m und ihre Breite 6 m. Das Volumen des Staudamms umfasst 70.000 m³.
Der Staudamm verfügt sowohl über einen Grundablass als auch über eine Hochwasserentlastung. Über den Grundablass können maximal 1,04 m³/s abgeleitet werden. Das Bemessungshochwasser liegt bei 121 m³/s; die Wahrscheinlichkeit für das Auftreten dieses Ereignisses wurde mit einmal in 100 Jahren bestimmt.

## Stausee
Beim normalen Stauziel von 689,5 m (maximal 690,74 m bei Hochwasser) fasst der Stausee 2,805 Mio. m³ Wasser – davon können 2,743 Mio. m³ genutzt werden. Das minimale Stauziel liegt bei 680 m.